# RK Zagreb
RK Zagreb (Kroatisch: Rukometni Klub Zagreb) is een handbalclub uit Zagreb, Kroatië. Van 1992 tot 1995 en van 1997 tot 2001 heette de club Badel 1862 Zagreb en in 1996 Banka Croatia Zagreb, wat te maken had met de sponsors. Daarna werd de naam RK Croatia Osiguranje Zagreb, ook naar een sponsor: verzekeringsmaatschappij Croatia Osiguranje.

## Bekende (oud)spelers
- Patrik Čavar
- Slavko Goluža
- Nenad Kljaić
- Iztok Puc
- Bruno Gudelj
- Ratko Tomljanović
- Vlado Šola
- Blaženko Lacković
- Ivano Balić
- Igor Vori
- Domagoj Duvnjak
- Mirza Džomba
- Andrey Lavrov
- Kiril Lazarov